# Grässjön (Pjätteryds socken, Småland, 628077-139645)
Grässjön är en sjö i Älmhults kommun i Småland och ingår i Helge ås huvudavrinningsområde. Sjön har en area på 0,205 kvadratkilometer och ligger 136 meter över havet.

## Delavrinningsområde
Grässjön ingår i det delavrinningsområde (628089-139585) som SMHI kallar för Mynnar i Möckeln. Medelhöjden är 141 meter över havet och ytan är 4,56 kvadratkilometer. Det finns ett avrinningsområde uppströms, och räknas det in blir den ackumulerade arean 26,14 kvadratkilometer. Vattendraget som avvattnar avrinningsområdet har biflödesordning 2, vilket innebär att vattnet flödar genom totalt 2 vattendrag innan det når havet efter 147 kilometer. Avrinningsområdet består mestadels av skog (73 procent). Avrinningsområdet har 0,34 kvadratkilometer vattenytor vilket ger det en sjöprocent på 7,4 procent.